# تاغيلا
تاغيلا أو خبز الملة هو خبز مسطح، وهو الطبق الرئيسي لشعب الطوارق الذين يعيشون في الصحراء ويكون على شكل قرص يصنع من دقيق القمح ويطهى مدفوناً تحت الرمال الساخنة والفحم على نار صغيرة. ثم يقطع الخبز إلى قطع صغيرة ويؤكل مع صلصة اللحم

## وصف
يقدم في شقة كبيرة كطبق منفرد أو يقدم مع لحم الغنم مع حليب الماعز أو الإبل أو الغنم والشاي. تاغيلا هو الطبق الرمزي للطوارق وقاعدتهم الغذائية أيضًا.
تاغيلا عبارة عن جاليت سميك خالي من الخميرة. وهي مصنوعة من السميد أو القمح أو الدخن، وتخلط أحيانًا بالدقيق. بعد أن يعجن (لمدة عشرين دقيقة) ثم يخبز في جمر النار في الرماد والرمل؛ ويأكله الطوارق باليد اليمنى مع صلصة الطماطم والخضروات، أو اللحوم المختلفة، أو الفلفل الحار أو الحساء وأحيانا بنكهة الشمر البري.
لتحضير تاغيلا، يُسكب الدقيق والماء في وعاء ويُخلط بملعقة حتى يتكون سائل متجانس بقوام صلصة متوسطة السُمك؛ أوقدنا نارا في مكان مغطى بالرمل ونظيف؛ عندما لا يكون للنار لهب ولا يوجد سوى جمر، فإنها تنحرف قليلاً، بحيث تترك مكشوفًا أو مغطى فقط ببعض الرماد والتربة والرمل؛ في هذه الرمال الساخنة أو الرماد الساخن، نقوم بعمل جولة مجوفة بعمق وعرض 4 إلى 5 سم بحيث يمكن أن تحتوي على خليط الدقيق والماء؛ سكب هذا الخليط في الجوف. يكون جافًا قليلاً على السطح من خلال المرور بمسافة قصيرة فوقه لفترة قصيرة في لهب نار المراعي؛ ثم يغطى برماد الخبز ويوضع فوق الرماد سريرا من الجمر. وعندما يعتبر المرء خبزاً مخبوزاً بشكل كافٍ في الجزء العلوي منه، فإنه ينشر الجمر والرماد، ونعيد الخبز، ويغطي مرة أخرى فحم الرماد للطرف الذي كان يستقر سابقاً على رمل الطباخين؛ عندما ينضج، يزال رماد الخبز ويغسل بالماء ويصبح جاهزاً للأكل.

## أخباز مشابهة
- "العربود” أو "رغيف الراعي" ويُسمى في البادية الشرقية المدحوس، وفي معان “العويص” ويُعرف في المناطق الحضرية بـ “قرص النار” وفي الكرك “خبز الريغة"[3] أو "قرص الجمر"[4]

## انطر أيضًا
- خبز بوش[الإنجليزية] – خبز مُشابه يشوى او يُخبز على الفحم والحصى والصخور.
- خبز الملة
- الملتوت
- خبز التنور
- خبز الصاج